# بطولة العالم للدراجات على المضمار 1906
بطولة العالم للدراجات على المضمار 1906 هي الدورة ال14 من بطولة العالم للدراجات على المضمار، أجريت في جنيف، سويسرا.

## النتائج النهائية
| المسابقة                              | ذهبية                    | فضية                      | برونزية                 |
| ------------------------------------- | ------------------------ | ------------------------- | ----------------------- |
| الرجال                                |                          |                           |                         |
| السرعة الفردية                        | Thorvald Ellegaard (DEN) | غابرييل بولان (FRA)       | Emile Friol (FRA)       |
| سباق مطاردة الدراجة النارية للهواة    | Maurice Bardonneau (FRA) | Victor Tubbax (BEL)       | Emile Eigeldinger (FRA) |
| سباق مطاردة الدراجة النارية للمحترفين | Louis Darragon (FRA)     | Arthur Vanderstuyft (BEL) | Schwitzgubel (SUI)      |